# Sobienie Kiełczewskie Pierwsze
Sobienie Kiełczewskie Pierwsze – wieś sołecka w Polsce położona w województwie mazowieckim, w powiecie otwockim, w gminie Sobienie-Jeziory. Przez wieś przebiega droga wojewódzka nr 801.
| SIMC    | Nazwa      | Rodzaj    |
| ------- | ---------- | --------- |
| 0687907 | Kąty       | część wsi |
| 0687913 | Kozorzywie | część wsi |

Wierni Kościoła rzymskokatolickiego należą do parafii Wszystkich Świętych w Sobieniach-Jeziorach.
W latach 1975–1998 miejscowość administracyjnie należała do województwa siedleckiego.

## Urodzeni w Sobieniach Kiełczewskich Pierwszych
- Stefan Laurysiewicz – polski przemysłowiec, działacz społeczny, krytyk sztuki, senator II RP[7].